# Аполіпопротеїн AIV
Аполіпопротеїн AIV (англ. Apolipoprotein A-IV) – білок, який кодується геном APOA4, розташованим у людей на короткому плечі 11-ї хромосоми.  Довжина поліпептидного ланцюга білка становить 396 амінокислот, а молекулярна маса — 45 399.
| 10         |  | 20         |  | 30         |  | 40         |  | 50         |
| ---------- |  | ---------- |  | ---------- |  | ---------- |  | ---------- |
| MFLKAVVLTL |  | ALVAVAGARA |  | EVSADQVATV |  | MWDYFSQLSN |  | NAKEAVEHLQ |
| KSELTQQLNA |  | LFQDKLGEVN |  | TYAGDLQKKL |  | VPFATELHER |  | LAKDSEKLKE |
| EIGKELEELR |  | ARLLPHANEV |  | SQKIGDNLRE |  | LQQRLEPYAD |  | QLRTQVNTQA |
| EQLRRQLTPY |  | AQRMERVLRE |  | NADSLQASLR |  | PHADELKAKI |  | DQNVEELKGR |
| LTPYADEFKV |  | KIDQTVEELR |  | RSLAPYAQDT |  | QEKLNHQLEG |  | LTFQMKKNAE |
| ELKARISASA |  | EELRQRLAPL |  | AEDVRGNLRG |  | NTEGLQKSLA |  | ELGGHLDQQV |
| EEFRRRVEPY |  | GENFNKALVQ |  | QMEQLRQKLG |  | PHAGDVEGHL |  | SFLEKDLRDK |
| VNSFFSTFKE |  | KESQDKTLSL |  | PELEQQQEQQ |  | QEQQQEQVQM |  | LAPLES     |

A: Аланін

D: Аспарагінова кислота

E: Глутамінова кислота

F: Фенілаланін

G: Гліцин

H: Гістидин

I: Ізолейцин

K: Лізин

L: Лейцин

M: Метіонін

N: Аспарагін

P: Пролін

Q: Глутамін

R: Аргінін

S: Серин

T: Треонін

V: Валін

W: Триптофан

Задіяний у таких біологічних процесах як транспорт, транспорт ліпідів. 
Секретований назовні.